# Comité national d'organisation
Le Comité National d’Organisation (CNO) est la structure paramilitaire de l’Union des populations du Cameroun (UPC), créée pour organiser et mener la lutte armée contre les autorités coloniales françaises au Cameroun. Sa création est officialisée par la résolution n° 1 adoptée lors de l’assemblée des 2 et 3 décembre 1956 à Makaï, dans la subdivision d’Eséka.

## Historique
Le Comité National d’Organisation (CNO) a été fondé par l’Union des Populations du Cameroun (UPC) dans le cadre de la lutte pour l’indépendance du Cameroun contre la domination coloniale française. Sa création a été décidée lors de l’assemblée de Makaï (Eséka) les 2 et 3 décembre 1956, et officialisée par la résolution n° 1. Le CNO avait pour mission principale d’organiser la lutte armée contre l’administration coloniale française, en réponse à la répression politique et aux négociations infructueuses.
Le CNO s’est inspiré des structures paramilitaires de mouvements indépendantistes africains et internationaux, notamment de l’Armée de Libération Nationale (ALN) algérienne, qui menait à la même époque une guerre de libération contre la colonisation française en Algérie. Cette influence a permis au CNO d’adopter des tactiques de guérilla, une organisation militaire structurée et une discipline Dès 1956-1957 Est mise en place et structuration.
Après sa création, le CNO s’est rapidement structuré en cellules locales et régionales pour coordonner les actions armées et la mobilisation des populations. Il a recruté et formé des combattants, souvent issus des jeunes militants de l’UPC, et établi des réseaux de soutien logistique., officialisée par la résolution n° 1. Le CNO s’inspire des structures paramilitaires de mouvements indépendantistes d’Afrique et d’ailleurs, notamment l’Armée de Libération Nationale algérienne.
Son action se concentre principalement dans la région de la Sanaga-Maritime, tout en s’étendant de manière plus ponctuelle à Yaoundé, Douala, et d’autres localités. Le CNO est chargé de mettre en application le programme en six points défini par Ruben Um Nyobè lors de son discours du 28 décembre 1955, visant à l’indépendance et la souveraineté du Cameroun.
Inspiré d’exemples comme l’ALN en Algérie, le CNO vise à doter l’UPC d’une branche armée dédiée à la lutte pour l’indépendance nationale. Son principal théâtre d’opérations est la région de la Sanaga-Maritime, mais son action s’étend ponctuellement à Yaoundé, Douala, Mbalmayo, Nloup, Foulassi et Sangmélima. L’objectif du CNO est de mettre en œuvre le programme en six points présenté par Ruben Um Nyobè lors de son discours du Nouvel An, le 28 décembre 1955, prônant l’établissement d’un État camerounais indépendant et souverain.

## Organisation
Le CNO est structuré autour d’un état-major, avec des quartiers généraux régionaux, des secteurs correspondant aux sections locales de l’UPC, et des unités subordonnées aux comités centraux du mouvement. Parmi ses principaux dirigeants figurent Gorgon Foe (chef d’état-major), Isaac Nyobè Pandjock (adjoint), Owono Otto (secrétaire général) et Jean Bayiga (intendant général). Sa structure, initialement jugée « improvisée » par la Sûreté coloniale en raison de la proximité des élections de décembre 1956, se montre particulièrement efficace en Sanaga-Maritime, notamment dans les subdivisions d’Édéa, Éséka et Babimbi.

## Liens et méthodes
Le CNO dépend étroitement de l’UPC pour le recrutement, le financement et la logistique. Sa forte implantation en Sanaga-Maritime s’explique par la présence de Ruben Um Nyobè dans les maquis locaux et par l’importance stratégique de cette région forestière sur l’axe Douala-Yaoundé. Les opérations menées par le CNO, qualifiées de « guerre révolutionnaire » par l’armée française, combinent tactiques de guérilla et action politique.

## Fin de l'organisation
La mort de cadres, tels qu’Isaac Nyobè Pandjock, donne lieu à la saisie d’archives par l’armée française, qui utilise ces documents pour analyser l’organisation du maquis, adapter ses stratégies de répression et communiquer sur le rôle de l’UPC dans la violence politique.